# Laephotis
Genre
Laephotis est un genre qui regroupe plusieurs espèces de chauve-souris qui se rencontrent en Afrique, en majorité dans l'hémisphère sud.

## Liste des espèces
- Laephotis angolensis Monard, 1935
- Laephotis botswanae Setzer, 1971
- Laephotis namibensis Setzer, 1971
- Laephotis wintoni Thomas, 1901